# Shirime

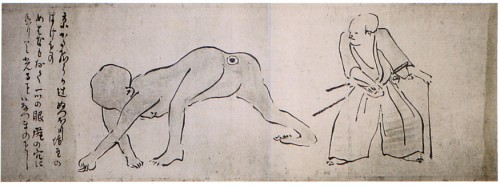
Shirime

Shirime (jap. 尻目 dosłownie: "Oko z odbytu"; ; inna nazwa: Nuppori-bōzu) - yōkai, który ma oko w miejscu odbytu.

## Historia
Dawno temu, samuraj szedł nocą drogą do Kioto, kiedy nagle usłyszał kogoś wołającego do niego, żeby poczekał. "Kto tam?!" - zapytał samuraj nerwowo, a kiedy się odwrócił, zobaczył nieznajomego mężczyznę, który zaczął się rozbierać, po czym wypiął na niego pośladki. Jakby tego było mało, tam, gdzie powinien znajdować się odbyt dziwnego mężczyzny, pojawiło się wielkie błyszczące oko.
Shirime należy do tzw. noppera-bō. Artysta i twórca haiku Buson polubił to stworzenie tak bardzo, że uwiecznił je na wielu swoich dziełach.
Jego opis shirime brzmi:
"Nuppori-bōzu to potwór pojawiający się na skrzyżowaniu Katabira w stolicy (Kioto). Nie ma żadnych rysów twarzy i jedno oko, które znajduje się w jego odbycie i lśni jak błyskawica"